# Kohlberg (Autriche)
Pour les articles homonymes, voir Kohlberg.
Kohlberg est une ancienne commune autrichienne du district de Südoststeiermark en Styrie.